# Mayo (hrabstwo)
Mayo (irl. Contae Mhaigh Eo) – hrabstwo na zachodnim wybrzeżu Irlandii, w prowincji Connacht. Jego stolicą jest Castlebar, największe miasto hrabstwa.

## Geografia
W pobliżu granicy z hrabstwem Roscommon znajduje się świątynia Knock. W Mayo mieści się również Croagh Patrick, góra, na której święty Patryk modlił się i pościł przez czterdzieści dni i nocy. Najwyższym punktem w hrabstwie (a zarazem w prowincji Connacht) jest Mweelrea (814 metrów). Rzeka Moy na północnym wschodzie jest znana z połowów łososi. W obszarze Mayo leży również największa wyspa Irlandii – Achill. Południowa część hrabstwa wchodzi w skład regionu Connemara.

## Sport
Mayo jest też znane z powodu swojej drużyny grającej w Gaelic Football, oraz jej niezdolności do wygrania ogólnoirlandzkich finałów w ostatnich latach. Ostatnio wygrali oni Sam Maguire Cup w roku 1951. Michael Davitt, założyciel Irish Land League, urodził się w Mayo. Most w Achill wziął od niego nazwę.

## Miasta i wioski hrabstwa Mayo
- Aughagower, Aughleam (An Eachléim)
- Balla, Ballina, Ballindine, Ballinrobe, Ballintubber, Ballycastle, Ballyhaunis, Bangor Erris, Bekan, Bellavary, Belderrig (Béal Deirg), Belmullet (Béal an Mhuirthéad)
- Carrowteige (Ceathrú Thaidhg), Castlebar, Castlehill, Charlestown, Claremorris, Cong, Cregganbaun, Cross, Crossmolina
- Foxford
- Gob an Choire (Achill Sound)
- Hollymount
- Keel, Kilkelly, Killala, Kilmaine, Kiltimagh, Knock
- Lecanvey, Louisburgh
- Mayo, Mulrany, Murrisk
- Neale, Newport
- Partry, Pontoon
- Ross Port (Ros Dumhach)
- Shrule, Strade, Swinford (Irlandia)
- Toormakeady (Tuar Mhic Éadaigh)
- Westport

## Inne ciekawe miejsca
- Zamek Ashford
- Wyspa Achill
- Ballintubber Abbey
- Wyspa Clare
- Croagh Patrick
- Knock International Airport
- Lough Mask
- Mullet półwysep
- Góry Nephin Beg
- Góry Partry
- Zamek Rockfleet